# Dieter Pfeiffer
Dieter Pfeiffer ist ein ehemaliger deutscher Basketballspieler.

## Leben
Pfeiffer spielte mit dem Heidelberger TV in der Basketball-Bundesliga, 1969 wechselte er zum Nachbarn und Bundesliga-Rivalen USC Heidelberg. Er spielte bis 1972 beim USC.
Mit der bundesdeutschen Nationalmannschaft nahm er im September 1971 an der Europameisterschaft im eigenen Land teil und erzielte in zwei EM-Spielen insgesamt vier Punkte.